# Gilles (Gemälde)
Pierrot, genannt Gilles (französischer Titel: Pierrot, älterer Titel: Gilles) ist ein Gemälde des französischen Malers Antoine Watteau (1684–1721), das etwa 1718/1719 entstand. Es zeigt den Clown Pierrot aus der italienischen Commedia dell’arte, der mit einem melancholisch traurigen Gesichtsausdruck erhöht vor den anderen eher heiter gestimmten Mitgliedern seiner Schauspielertruppe steht. Das Werk inspirierte durch seinen rätselhaften Charakter andere Künstler wie Marcel Carné, Pablo Picasso und Henri Rousseau. Heute befindet es sich im Pariser Louvre, im Gebäudekomplex Sully, Saal 36.

## Bildinhalt
Das Gemälde im Hochformat hat die Maße 184,5 × 149 cm und ist in der Technik Öl auf Leinwand ausgeführt.
Es zeigt einen in aufrechter einsamer Pose stehenden Mann in einem Pierrot-Kostüm, wie in einer Zwangsjacke, vor einem Hintergrund, der aus gemalten Zedern, Pinien und Sträuchern besteht und wahrscheinlich eine Theaterkulisse darstellt. Am rechten Bildrand befindet sich eine Herme mit dem Gesicht eines Fauns. Die Figur steht auf einem bühnenartigen Plateau, sodass die im Hintergrund platzierten Personen und ein Esel nur oberhalb der Brust zu sehen sind. Gilles, der Pierrot, steht da wie angewurzelt, mit hängenden Armen und einem melancholischen etwas hilflosen Blick, während seine Schauspielerkollegen an ihm uninteressiert und vitaler sind, anscheinend einer anderen Sphäre angehören und dabei nur den Esel betrachten. In diesen Figuren sind einige bekannte Figuren der Commedia dell’arte wiederzuerkennen: der Dottore, hier ohne Maske, auf dem Esel reitend und den Betrachter verschmitzt lächelnd anblickend, Leandro, Isabella und Il Capitano. Der Blick des Esels mit einem Auge, das ähnlich dunkel wie Gilles’ Augen ist, wirkt intensiv und ernst auf den Betrachter gerichtet.

## Deutungsversuche

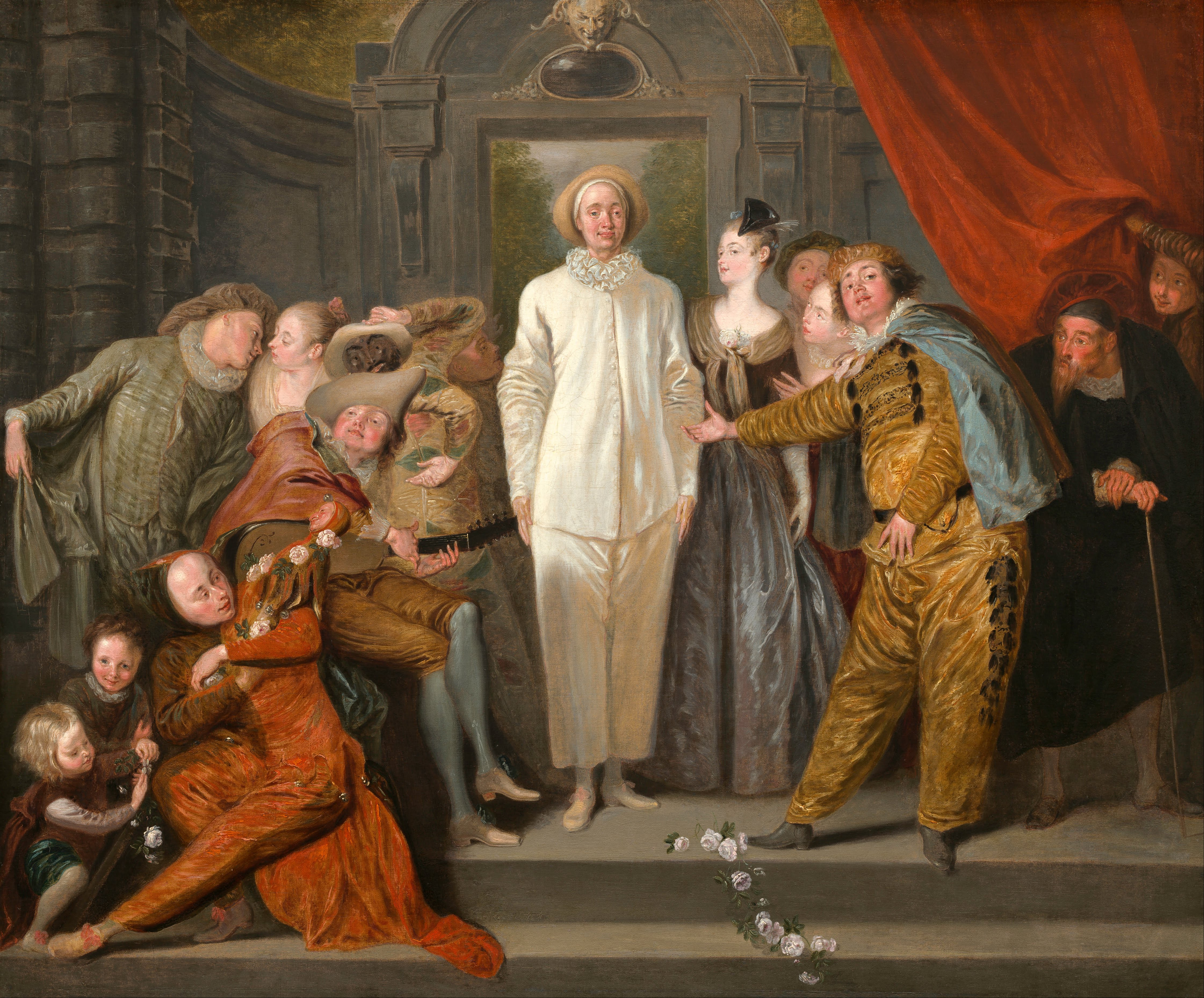
Les Comédiens italiens (etwa 1720)

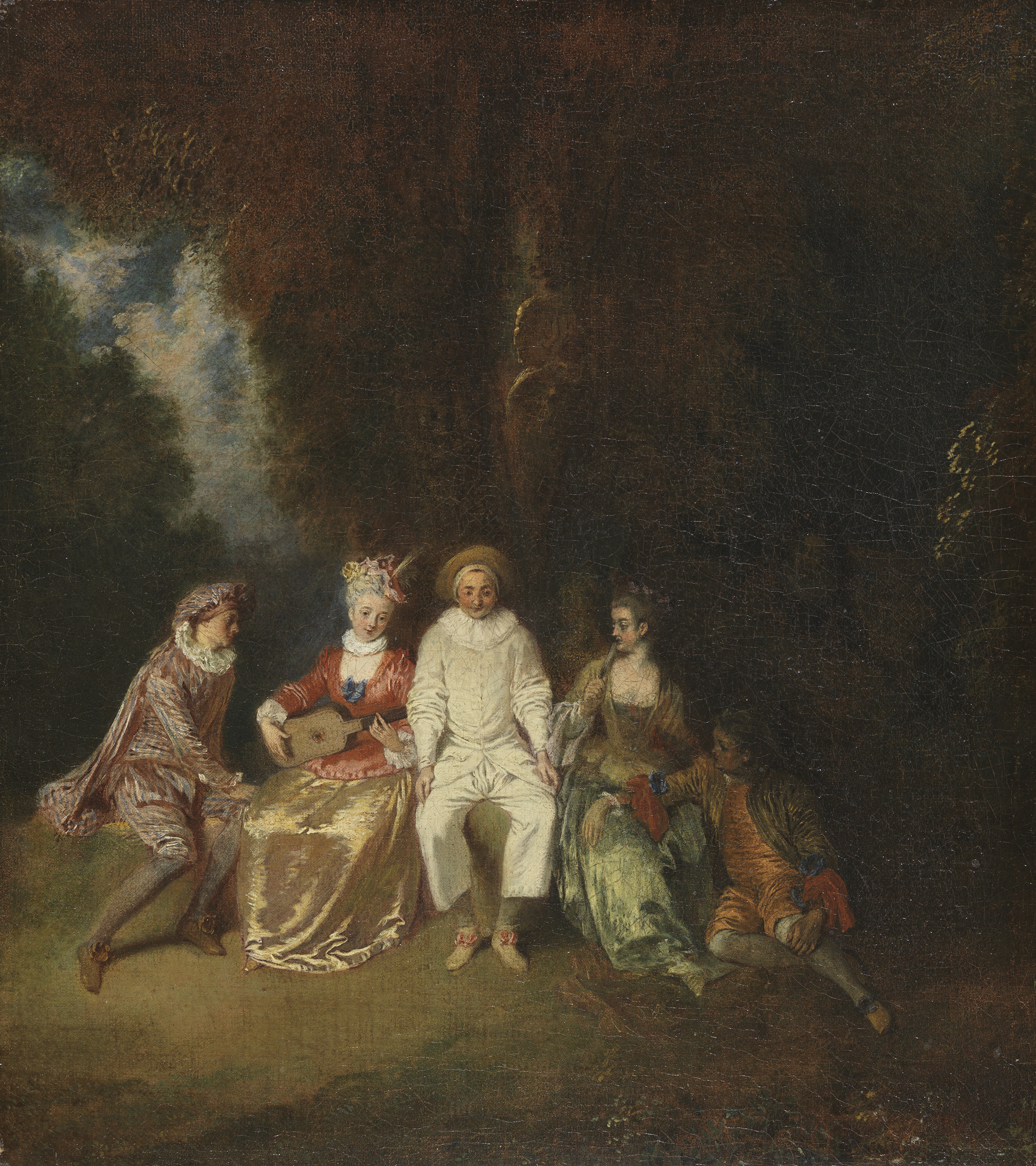
Pierrot content (etwa 1712)

Watteau befasste sich lange mit dem Thema Theaterkomödianten und ihrem Umfeld und schuf zahlreiche Zeichnungen und Gemälde, die Schauspieler und Szenen aus der Welt des Theaters zeigen. Besonders sein Bild Les Comédiens italiens (um 1720) zeigt eine verwandte Szene, allerdings mit einem eher heiter dreinblickenden Gilles. Es gibt außerdem zeichnerische Vorstudien für das Gesicht dieser Figur. Doch das ältere, rätselhaftere Bild regte immer wieder Kunsthistoriker, aber auch Kulturschaffende dazu an, das Bild zu entschlüsseln und zu interpretieren. Marcel Carné wurde für seinen Film Kinder des Olymp von ihm inspiriert, aber auch Pablo Picasso und Henri Rousseau verwandten das Motiv des Gilles in ihren Arbeiten. Ein weiteres Ölgemälde, das zu dieser Thematik gehört, ist Pierrot content (zufriedener Pierrot), auf dem ebenfalls diese Figur, umgeben von vier weiteren Personen, zu sehen ist. Dieses stammt vermutlich aus dem Jahr 1712 und befindet sich im Museo de arte Thyssen-Bornemisza in Madrid.
Es gab zahllose Versuche, die Geschichte des Bildes zu ergründen, aber sie scheiterten. Bis heute weiß die Forschung nichts über den Auftraggeber, über die Umstände der Entstehung, den Ursprung und die künstlerischen Absichten Watteaus. Bis 1826 wurde es nirgendwo erwähnt. Daher ist die Kunstgeschichte in diesem Fall auf Spekulationen angewiesen.
Der Kunsthistoriker und Watteau-Kenner Donald Posner schreibt, dass Watteau einen Vergleich zwischen der lustigen Figur des Pierrot und des sorgenvollen Menschen dahinter beabsichtigte. Der Kultursoziologe Richard Faber sieht in der Darstellung des Gilles im Bild von 1720 eine Variante des Motivs Ecce homo: Die Komödianten, die ihn umgeben, könnten sagen und auf ihn deuten: (Joh 19,5 ) Seht diesen Narren, Menschen, (Komödianten-) König!.
Wolfgang Hildesheimer sieht in dem Bild den Pierrot oder Gilles als Opfer jedes Betrachters. Die Figuren im Hintergrund kümmern sich nicht um ihn, ihre eher ernste Aufmerksamkeit gilt ausschließlich dem Esel. Ähnlich wie der von ihm erfundene englische Kunstpsychologe Andrew Marbot (1801–1830) aus seinem Roman Marbot. Eine Biographie kann er sich nur schwer einer Deutung entziehen, die den Pierrot in romantischer seelischer Überfrachtung als schwermütigen Clown auffasst.

## Geschichte und Provenienz
Die Provenienz des Werkes ist nicht lückenlos belegt, denn über den Verbleib des Bildes im 18. Jahrhundert ist kaum etwas bekannt. Aber es scheint, dass das Pierrot-Bild einigen Künstlern jener Zeit aus der Theaterszene durchaus bekannt war. So war der Gilles im Jahr 1799 als Stich auf einem Werbezettel für ein Theater zu sehen. Der Journalist Jonathan Jones schreibt in der britischen Zeitung The Guardian, dass das Bild vielleicht als Ladenschild für ein Café, das einem griechischen Schauspieler aus Zante namens Belloni gehörte, der im Paris jener Jahre für seine Pierrotdarstellungen berühmt war, gedacht sei, aber die Identität des Gilles unbekannt sei. Er bezieht sich dabei auf die Watteau-Expertin Hélène Adhémar, die 1951 eine Andeutung der Brüder Claude und François Parfaict (französische Theaterhistoriker des 18. Jahrhunderts) in deren Werk Histoire générale du Théâtre français depuis son origine jusqu’à présent, 1734–1749 gefunden hat. Es könnte jedoch durchaus auch der Kaffeehausbesitzer Belloni selbst gewesen sein, ein Freund des Malers, den Watteau in dem Kostüm des Gilles porträtierte, wie der Kunsthistoriker Pierre Rosenberg im Berliner Ausstellungskatalog Watteau 1684–1721 1985 anmerkt. Unterstützt wird diese Annahme auch durch die Kuratoren der Sammlung im Louvre, wo sogar zudem vermutet wird, dass es sich bei der dargestellten Person durchaus auch um eine Art Selbstporträt Antoine Watteaus handeln könnte, in der er sich selbst als „amuseur triste“ („trauriger Unterhalter“) darstellt.
Erwiesen ist heute aber, dass der Gilles zur Zeit des französischen Kaiserreichs von dem napoleonischen Kulturpolitiker und Museumsdirektor Dominique-Vivant Denon gekauft und als Bestandteil seiner Sammlung 1826 erstmals erwähnt wurde. Auch die zunächst umstrittene Datierung des Werkes zwischen 1718 und 1721 (Watteaus Todesjahr) scheint heute durch die Forschung auf das Jahr 1718 oder 1719 festgelegt worden zu sein. Von wem Denon es kaufte, ist jedoch unbekannt. Nach dessen Tod kam es nach einer Versteigerung an seinen Neffen Brunel Denon, dann zu einem Marquis de Cypierre, danach in die Sammlung von Louis La Caze, der es als sein Lieblingsbild betrachtete und es 1869 zusammen mit seiner Sammlung dem Louvre schenkte (Pierre Rosenberg im Ausstellungskatalog Berlin 1985).